# 蝴蝶戏珠花
蝴蝶戏珠花（学名：Viburnum plicatum f. tomentosum）为五福花科荚蒾属下的一个变种。也称蝴蝶荚迷、蝴蝶树、蝴蝶花、蝴蝶荚蒾。